# Xã Prairie, Quận Madison, Arkansas
Xã Prairie (tiếng Anh: Prairie Township) là một xã thuộc quận Madison, tiểu bang Arkansas, Hoa Kỳ. Năm 2010, dân số của xã này là 1.632 người.